# Дерниче
Дернѝче (на италиански: Dernice; на пиемонтски: Dernìs, Дернис, на местен диалект: Dernixe, Дернизе) е село и община в Северна Италия, провинция Алесандрия, регион Пиемонт. Разположено е на 600 m надморска височина. Населението на общината е 327 души (към 2010 г.).